# ذخیره‌گاه اناهاریبه سود
ذخیره‌گاه اناهاریبه سود (به لاتین: Anjanaharibe-Sud Reserve) یک منطقهٔ مسکونی در ماداگاسکار است که در North-east Madagascar واقع شده‌است.